# Ana Teresa Revilla
Ana Teresa Revilla Vergara (Lima, 23 de julio de 1960) es una abogada peruana. Fue Ministra de Justicia y Derechos Humanos del Perú durante el interregno parlamentario tras la disolución del Congreso en 2019.

## Biografía
Hija de Julio Revilla Calvo y Nora Vergara.
Realizó sus estudios escolares en el Colegio Santa Úrsula de la ciudad de Lima.
Estudió Derecho en la Pontificia Universidad Católica del Perú, en la cual recibió el título de abogada en 1985. Siguió una maestría en Derecho con mención en Derecho Constitucional y concluyó un magíster en Investigación Jurídica en 2017 en la misma casa de estudios. También ha realizado un curso de Derecho Internacional en la Academia de Derecho Internacional de La Haya.

## Carrera profesional
En 1981 ingresó como asistente legal al Centro Peruano de Estudios Sociales, en el cual fue después asesora legal.
De 1985 a 1989 fue jefa del área legal de la Confederación Nacional Agraria, dependiente del Instituto Peruano de Empresas de Propiedad Exclusiva de sus Trabajadores (INPET).
De 1989 a 1992 trabajó en el Centro de Estudios y Acción para la Paz como jefa del área de Defensa de la Libertad.
Ha sido consultora del Programa de las Naciones Unidas para el Desarrollo, del Banco Interamericano de Desarrollo y del Banco Mundial.
De 1995 a 1998 laboró en el Poder Judicial del Perú, en el que fue Directora del Centro de Investigaciones Judiciales, Gerente de Cooperación Técnica y Directora de la Unidad de Coordinación de la Reforma Judicial.
En 2002 ingresó al Consejo Superior de Contrataciones y Adquisiciones del Estado (CONSUCODE) como Asesora de Presidencia. Luego fue Jefa de diversos proyectos de la institución y finalmente Gerente de Investigación, Desarrollo y Planeamiento.
En 2008 fue nombrada como Viceministra de Promoción del Empleo y de la Micro y Pequeña Empresa por el presidente Alan García Pérez bajo la gestión del ministro Mario Pasco Cosmópolis.
De 2009 a 2010 fue jefa de la Oficina de Asesoría Jurídica del Centro Nacional de Planeamiento Estratégica (CEPLAN).
En 2011 ingresó al Organismo Supervisor de las Contrataciones del Estado (OSCE) como Vocal del Tribunal de Contrataciones y Presidenta de la Tercera Sala.
De 2015 a 2016 fue asesora del Viceministerio de Recursos para la Defensa del Ministerio de Defensa.
Se desempeñó como jefa de la Oficina de Coordinación y Relaciones Estratégicas de a Central de Compras Públicas (Perú Compras).
En 2016 fue nombrada como Presidenta Ejecutiva del Organismo Supervisor de las Contrataciones del Estados (OSCE), cargo en el que se mantuvo hasta mediado de 2017.
Desde octubre de 2017 se desempeña como jefe de la Oficina General de Asuntos Legales del Ministerio de Relaciones Exteriores.
En julio de 2018, tras la difusión de los audios que revelaban intercambios de favores y negociaciones entre jueces, fiscales y empresarios, el presidente Martín Vizcarra creó la Comisión de Reforma del Sistema de Justicia, que tenía entre sus integrantes a Revilla Vergara. Fue parte del grupo que lideró el excanciller Allan Wagner, y que presentó 10 recomendaciones junto con proyectos de ley para reformar el sistema de justicia del país, como la eliminación del sistema de representación en la elección de los miembros del desaparecido Consejo Nacional de la Magistratura (CNM) y reemplazarlo por un concurso público de méritos, lo que permitió la creación de la Junta Nacional de Justicia (JNJ).
En el ámbito académico, es profesora asociada de la Facultad de Derecho de la Pontificia Universidad Católica del Perú.

## Publicaciones
- La transparencia en la ley de contrataciones del Estado (2011)
- El derecho a la identidad y el problema de la indocumentación (2010)
- La Micro y pequeña empresa y el nuevo régimen laboral especial (2008)
- Acceso a la Justicia (1997)
- La experiencia de justicia alternativa en la república del Perú (1995)
- La Justicia de Paz en el Perú (1995)
- Justicia de Paz y Derecho Consuetudinario (1994)

| Predecesor: Vicente Zeballos Salinas | Ministra de Justicia y Derechos Humanos del Perú 3 de octubre de 2019 -                                        | Sucesor:                     |
| Predecesor: Javier Barreda Jara      | Viceminista de Promoción del Empleo y de la Micro y Pequeña Empresa 23 de enero de 2008 - 7 de octubre de 2008 | Sucesor: Javier Barreda Jara |